# Svedån
Svedån är en å i Jönköpings län som är 17,5 kilometer lång. Ån har sitt upprinningsområde runt Svedsjön och Syd- och Nordvattnet i Hökensås naturreservat. Ån mynnar ut i Vättern någon kilometer norr om Baskarp i Habo kommun.